# Coenonympha elbana
Coenonympha elbana är en fjärilsart som beskrevs av Otto Staudinger 1887. Coenonympha elbana ingår i släktet Coenonympha och familjen praktfjärilar. Inga underarter finns listade i Catalogue of Life.